# 레논 벽

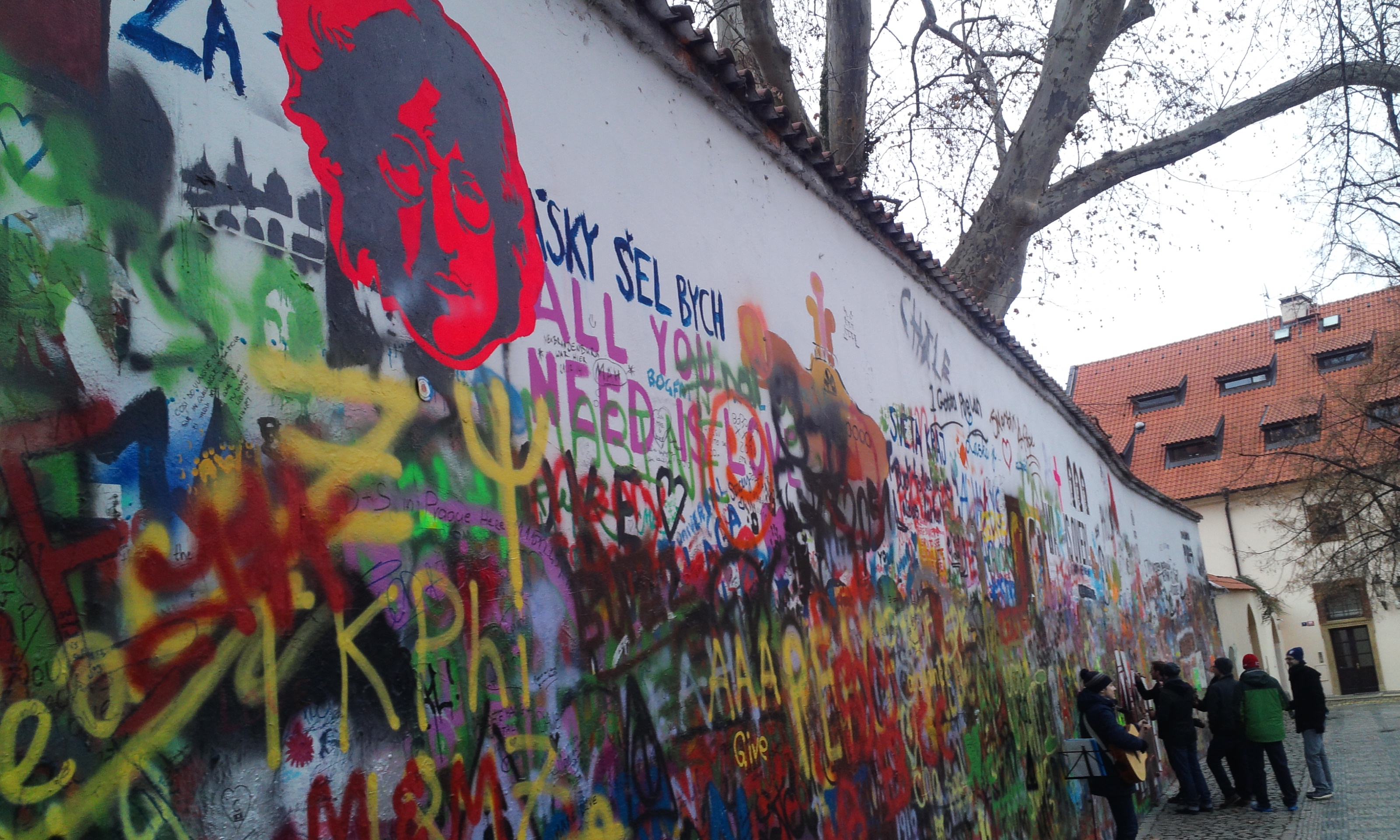
2015년 1월 레논 벽.

레논 벽(Lennon Wall, 체코어: Lennonova zeď) 또는 존 레논 벽(John Lennon Wall)은 체코 프라하에 있는 벽이다. 원래 평범한 벽이었으나 1980년대 이후 비틀즈 멤버였던 존 레논과 연관된 그래피티와 그의 노래 가사들, 그리고 지역적·세계적 이슈를 다룬 그림들로 채워져 왔다.

## 역사 및 근황
레논 벽은 체코 프라하 말라스트라나의 Velkopřevorské náměstí (대수도원 광장)에 있다. 이 광장은 그리 넓지 않고 사방이 막혀 있으며 벽 맞은편에는 주체코 프랑스 대사관이 있다. 레논 벽은 주체코 몰타 기사단 대사관의 일부로, 몰타 기사단은 벽에 시민들이 그래피티를 그릴 수 있도록 허용해 왔다.
이 벽은 원래 1960년대 이후 사랑에 관한 시 및 정권에 저항하는 짧은 메시지들이 적히는 장소였다. 1980년 존 레논이 피살되자 익명의 화가가 이 벽에 레논의 초상화와 그의 노래가사 일부를 그렸으며 이후 이 벽은 존 레논, 평화, 서구 문화, 정치 투쟁 등과 관련된 주제의 그림들로 장식되기 시작했다.
프라하의 봄으로 잠깐 동안 체코는 민주화와 정치적 자유화를 맛보았으나, 새롭게 들어선 공산정권은 개혁을 무산시켰으며 자유를 잃은 사람들에게 분노와 저항감을 불러일으켰다. 체코 청년들은 레논 벽에 불만을 적었으며 이 때문에 근처 카를교에서 학생 수백 명과 정보경찰 간 충돌이 일어나기도 했다. 이 학생들이 추종한 자유화 운동은 '레논주의'로 불렸으며(레닌주의와 혼동하지 말 것.) 1980년대 이 벽은 구스타우 후사크 공산정권에 있어 골칫거리였다. 당시 정권은 학생들을 알코올 중독자, 정신병자, 반사회적 인격장애자, 서방 자유시장 자본주의자들의 간첩 등으로 다양하게 불렀다.  정권 인사들이 벽을 도배해도 다음날이 되면 시구와 꽃들로 벽이 다시 가득 찼다.
레논 벽은 지속적으로 모습이 바뀌어 갔으며 처음에 있었던 레논의 초상화는 새로 그린 그림들 아래 덮였다.
2014년 11월 17일 벨벳 혁명 제25 주년에 행위예술가 그룹의 리더 얀 도트레젤 등은 밤 사이 레논 벽을 하얗게 도배하고 '벽은 끝났다!'(WALL IS OVER!) 문구를 적어 놓았다. 몰타 기사단 측은 처음에는 도트레젤 등을 고소했으나 이들과 접촉한 후 고소를 취하했다. 이후 누군가가 '벽은 끝났다' 문구를 노래 제목인 '전쟁은 끝났다!'(WAR IS OVER!)로 고쳐놓았다.
2019년 4월 22일 지구의 날, 환경운동 단체 '익스팅션 리벨리온'은 거대한 활자체로 레논 벽에 'KLIMATICKÁ NOUZE'를 적었는데 이는 체코어로 '기후 위기'라는 뜻이다. 이들은 이 문구가 체코 정부가 기후 변화에 대해 행동을 취해야 한다는 의미라고 해명했다.
2019년 8월 4일 불법 그래피티 및 일부 술에 취한 관광객들의 반달 행위를 막기 위해 벽을 감시하는 CCTV를 설치하는 계획이 발표되었다.
2019년 7월 홍콩 범죄인 인도 조례안 반대 운동 중 사망한 민주화 운동가 마르코 륭을 기리는 그림이 그려졌다. 이 그림은 륭이 현수막을 설치하던 중 추락사했을 때 입고 있던 노란 우의를 표현했으며 '홍콩이여, 힘내라(Add oil, 加油)'라는 문구가 함께 적혀 있었다.
레논 벽에 관광객이 과도하게 몰려드는데다 벽과 주변 시설물이 훼손되어 몰타 기사단과 프라하 1은 정비에 착수했다. 정비작업은 2019년 10월에 시작하여 벨벳 혁명 30주년 기념식에 맞춰 11월 초 완료했다. 벽은 야외 갤러리 형식으로 개조했고 이용규칙을 새로 제정했다. 체코 디자이너 Pavel Šťastný를 포함한 체코 및 국외 예술인 30명 이상이 벽에 그림을 그렸다. 새 규칙으로는 스프레이 대신 연필·마커·분필을 사용할 것, 방문객은 지정된 영역에 오직 '사랑과 평화'에 관한 메시지만 쓸 것 등이 있다. 예술 작품을 그린 부분이 훼손되지 않도록 경찰과 카메라가 감시를 하게 되었다.

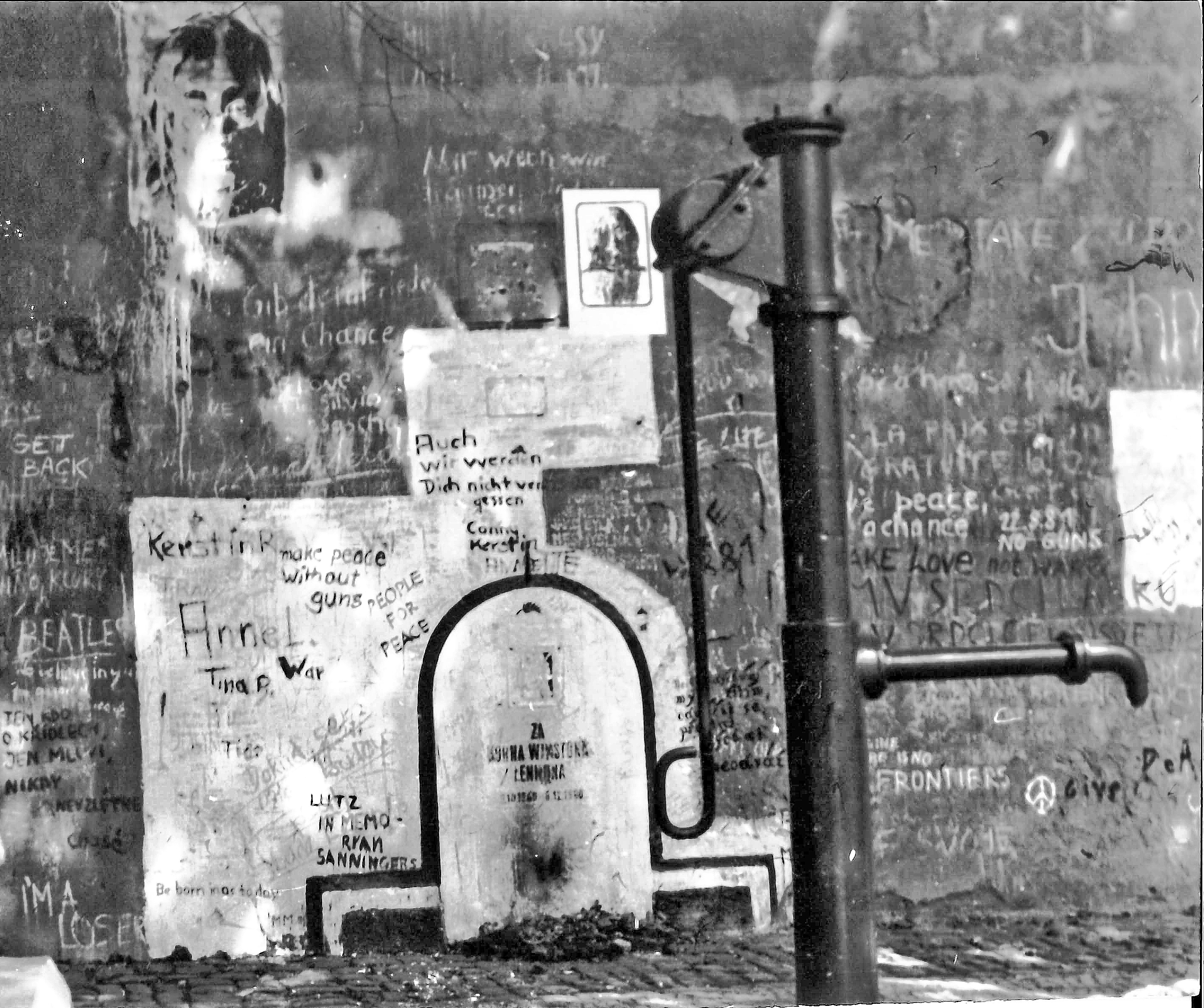
1981년 레논 벽.
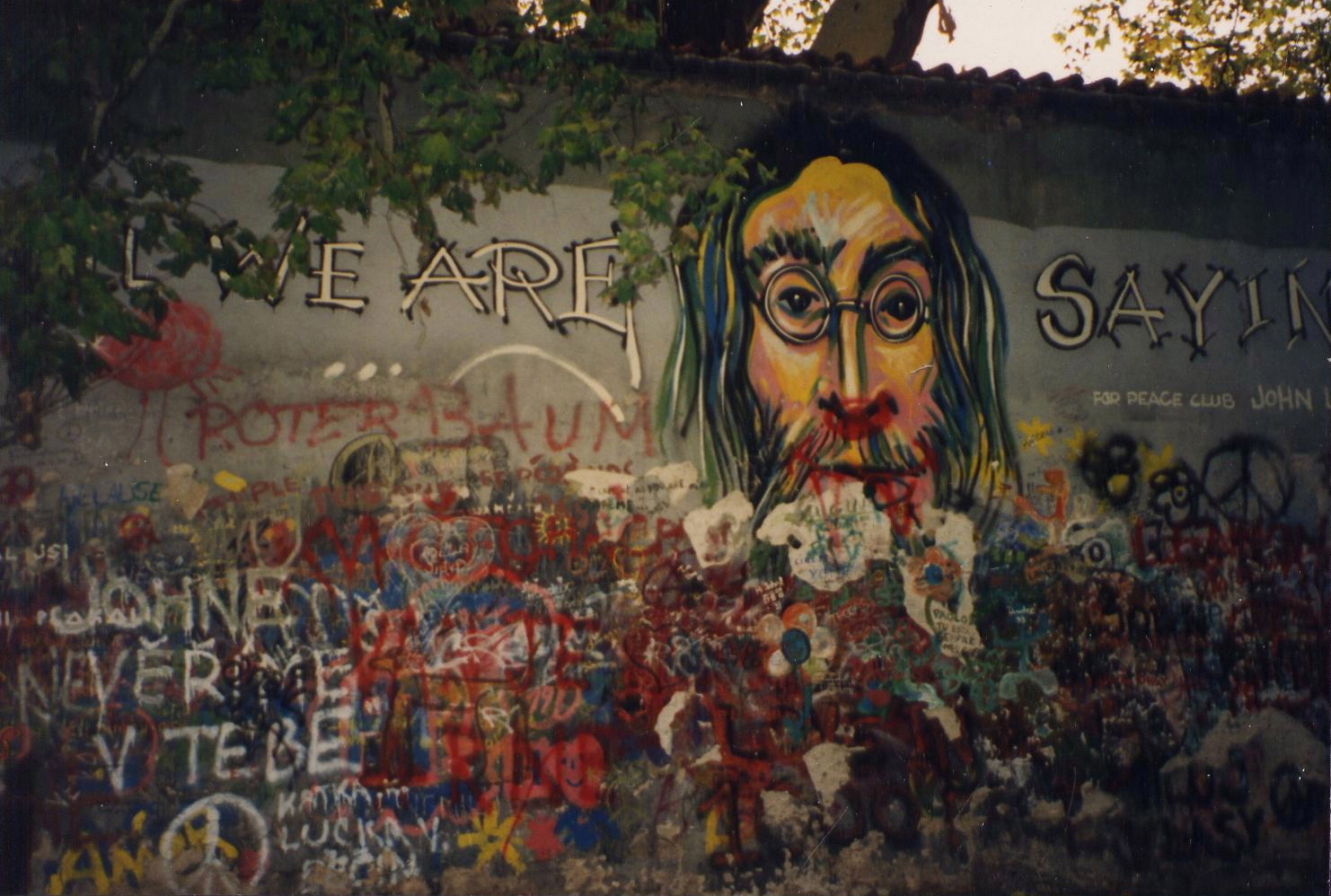
1993년 레논 벽의 일부.
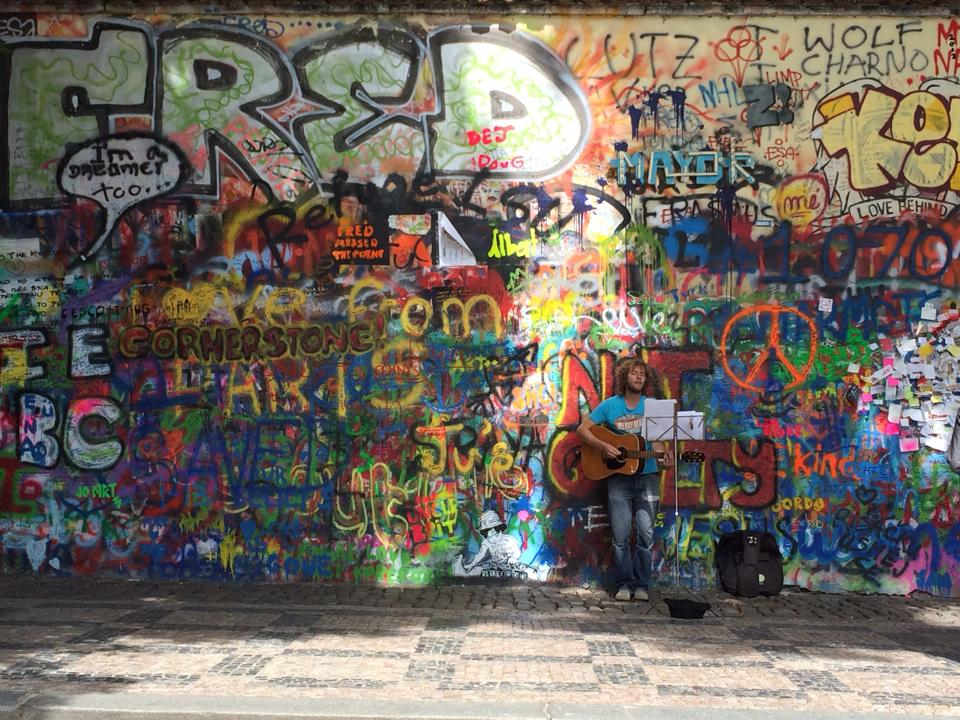
2014년 여름 존 레논 벽. 이 해 말 행위예술가 그룹에 의해 벽 전체가 하얗게 도배된다.
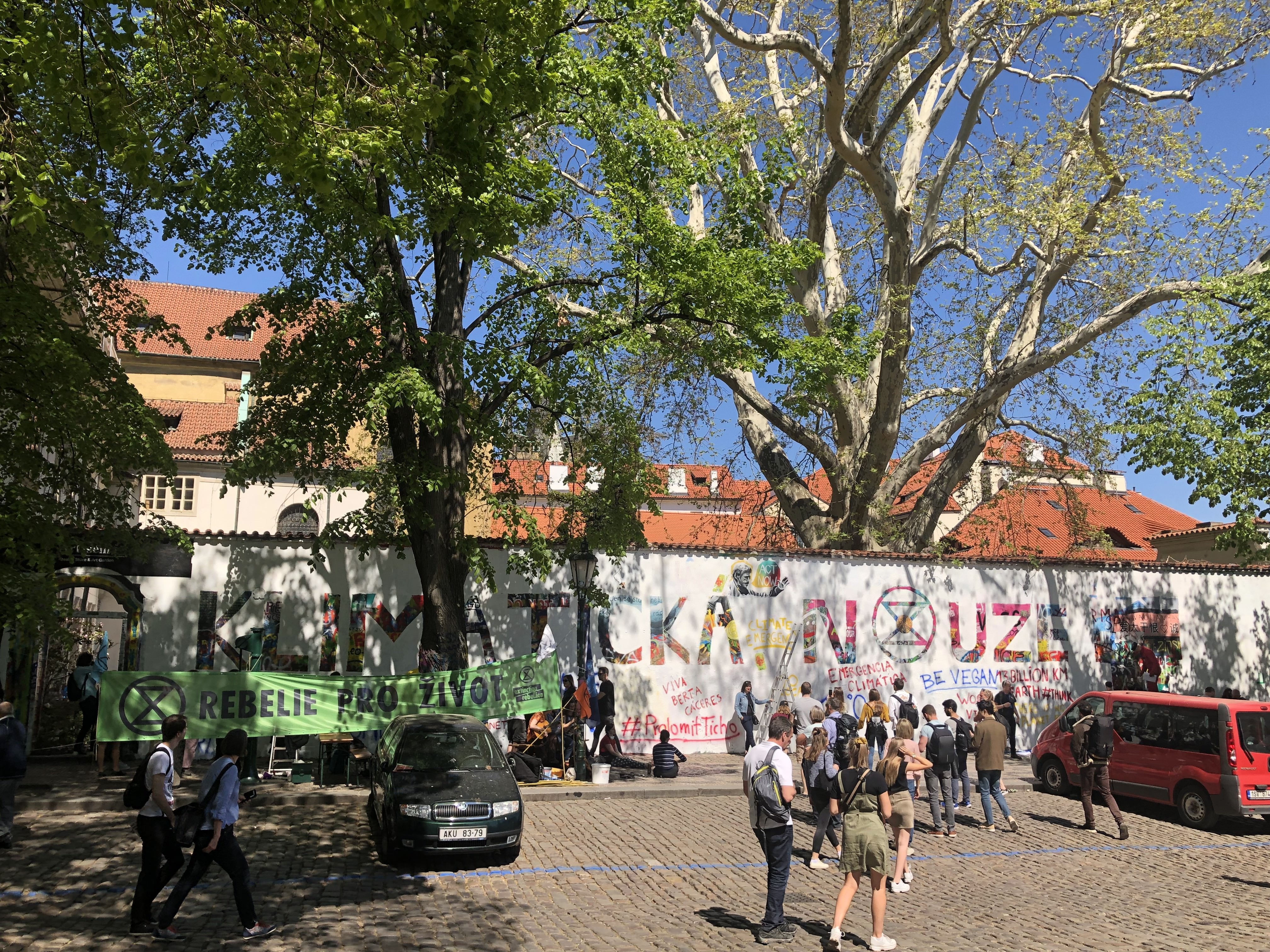
2019년 레논 벽.

## 홍콩의 레논 벽
2014년 홍콩 민주화 운동 당시 중앙청사단지 밖 계단에 레논 벽이 등장했다. 프라하에 있는 원판 벽에 영감을 얻어 시민 수천 명이 홍콩의 민주화를 바라는 내용을 색색의 포스트잇에 써서 붙였다. 이 벽은 우산 운동 예술품들 중 손꼽을 만한 것이었다.
5년 후 2019년 홍콩 범죄인 인도 조례안 반대시위 때 레논 벽이 다시 설치되었으며 포스트잇 메시지들이 새롭게 부착되었다. 며칠 만에 유사한 레논 벽이 홍콩섬, 가우룽, 신제, 외딴 섬 여러 곳 등 홍콩 전역에 십여 개 넘게 생겼다. 레논 벽은 정책혁신조정실 등 관공서 청사와 RTHK 등에도 설치되었다. 2019년 9월 21일 홍콩 경찰은 도시 전역에 걸쳐 반정부 구호가 적힌 레논 벽들을 철거하기 시작했다. 홍콩 외에 토론토, 밴쿠버 BC, 서울, 도쿄, 베를린, 런던, 시드니, 맨체스터, 멜버른, 타이베이, 오클랜드 등 세계 여러 도시에 레논 벽이 등장했다.

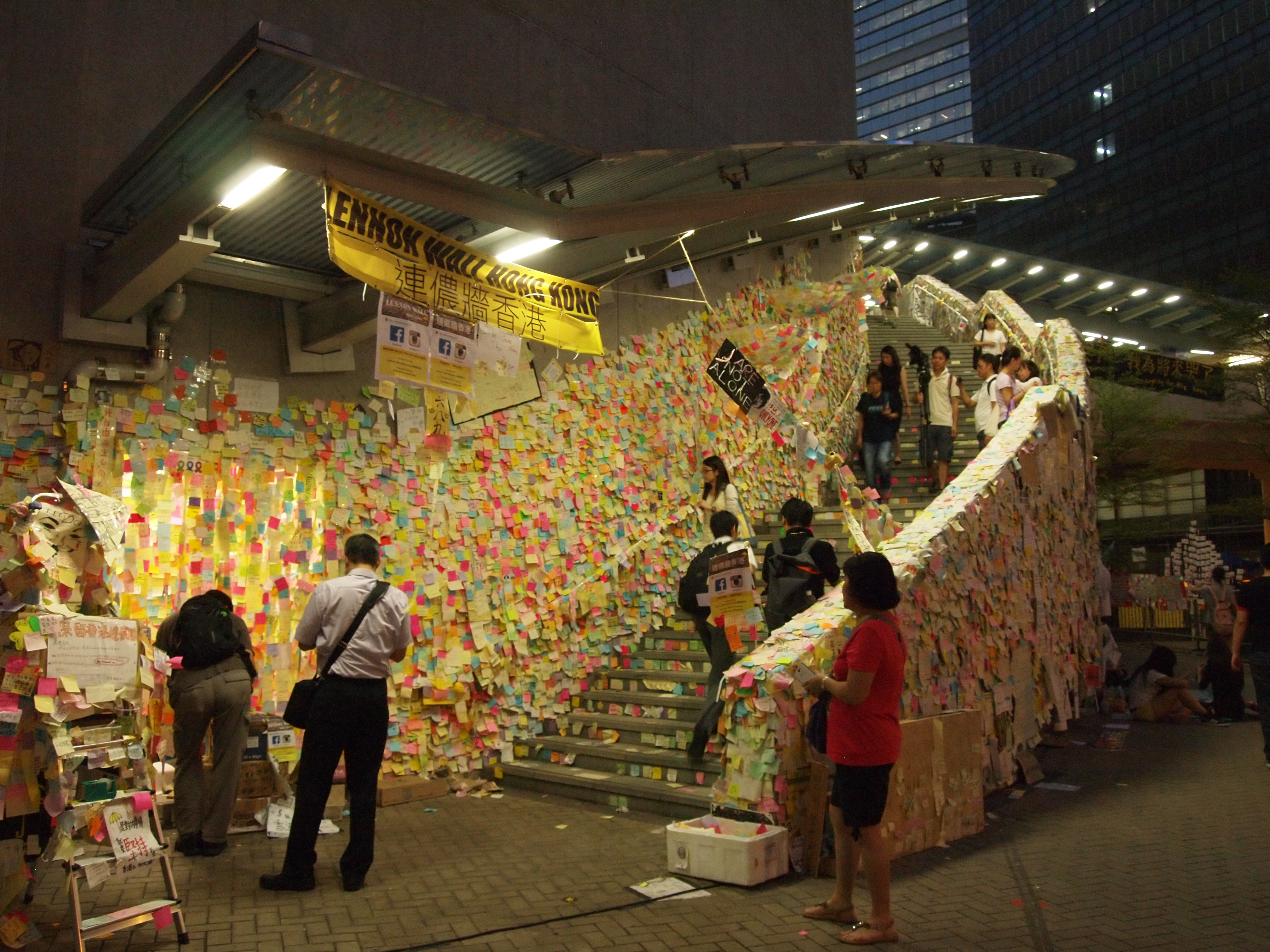
홍콩 우산 운동 당시 중앙 정부 청사에 설치된 레논 벽. 2014년 10월 21일 촬영.
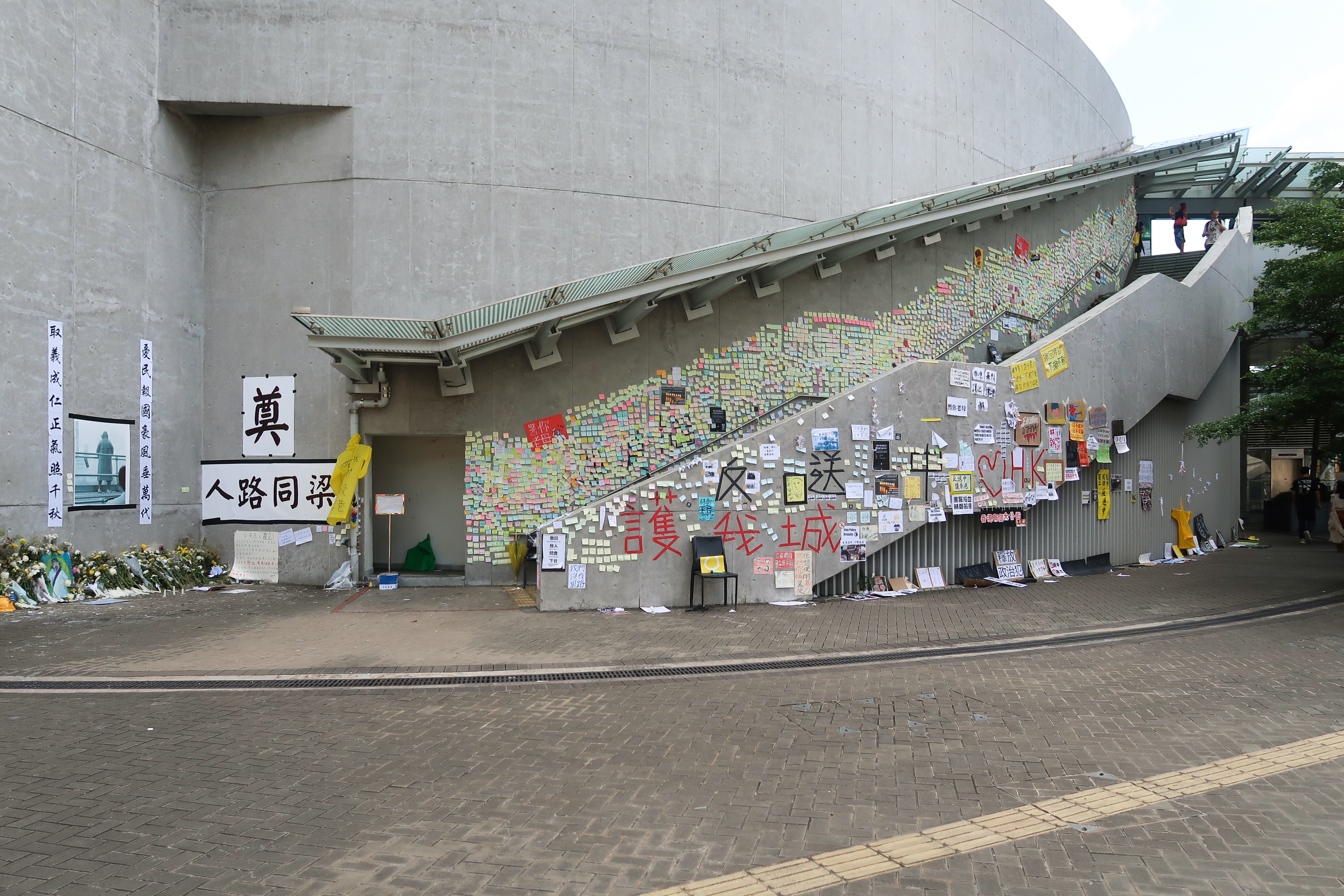
중국송환법안 반대 시위 때 재등장한 레논 벽. 2019년 6월 촬영.

## 같이 보기
- 존 레논 공원: 쿠바의 수도 아바나 소재.
- 스트로베리 필즈: 미국 맨해튼 센트럴 파크 소재.
- 초이 벽: 러시아 모스크바 아르바트 거리 소재. 레논 벽과 비슷한 성격이다.
- 레논 벽 (홍콩): 홍콩 우산 운동 및 2019년 반송환법안 시위에 등장.